# Smogulecka Wieś
Smogulecka Wieś (niem. Smogulsdorf) – wieś w Polsce położona w województwie kujawsko-pomorskim, w powiecie nakielskim, w gminie Kcynia.

## Podział administracyjny
W latach 1975–1998 miejscowość administracyjnie należała do województwa bydgoskiego.

## Demografia
Według Narodowego Spisu Powszechnego (III 2011 r.) liczyła 200 mieszkańców. Jest 23. co do wielkości miejscowością gminy Kcynia.

## Zabytki
Według rejestru zabytków NID na listę zabytków wpisany jest zespół dworski, nr rej.: 188/A z 15.01.1986:
- dwór, koniec XVIII w., po roku 1830, 1950 r.
- park, 2. połowa XIX w.

## Urodzeni w Smoguleckiej Wsi
- Bogdan Hutten-Czapski - hrabia, polityk
- Michał Muszyński (1907–1991) — bibliotekarz, kierownik biblioteki seminarium pallotynów w Ołtarzewie, kierownik Działu Starych Druków Biblioteki Kórnickiej, były ksiądz katolicki[6]